# Caladenia ensigera
Caladenia ensigera är en orkidéart som först beskrevs av David Lloyd Jones, och fick sitt nu gällande namn av Robert J. Bates. Caladenia ensigera ingår i släktet Caladenia och familjen orkidéer.
Artens utbredningsområde är Sydaustralien. Inga underarter finns listade i Catalogue of Life.